# Cultivo de cobertura

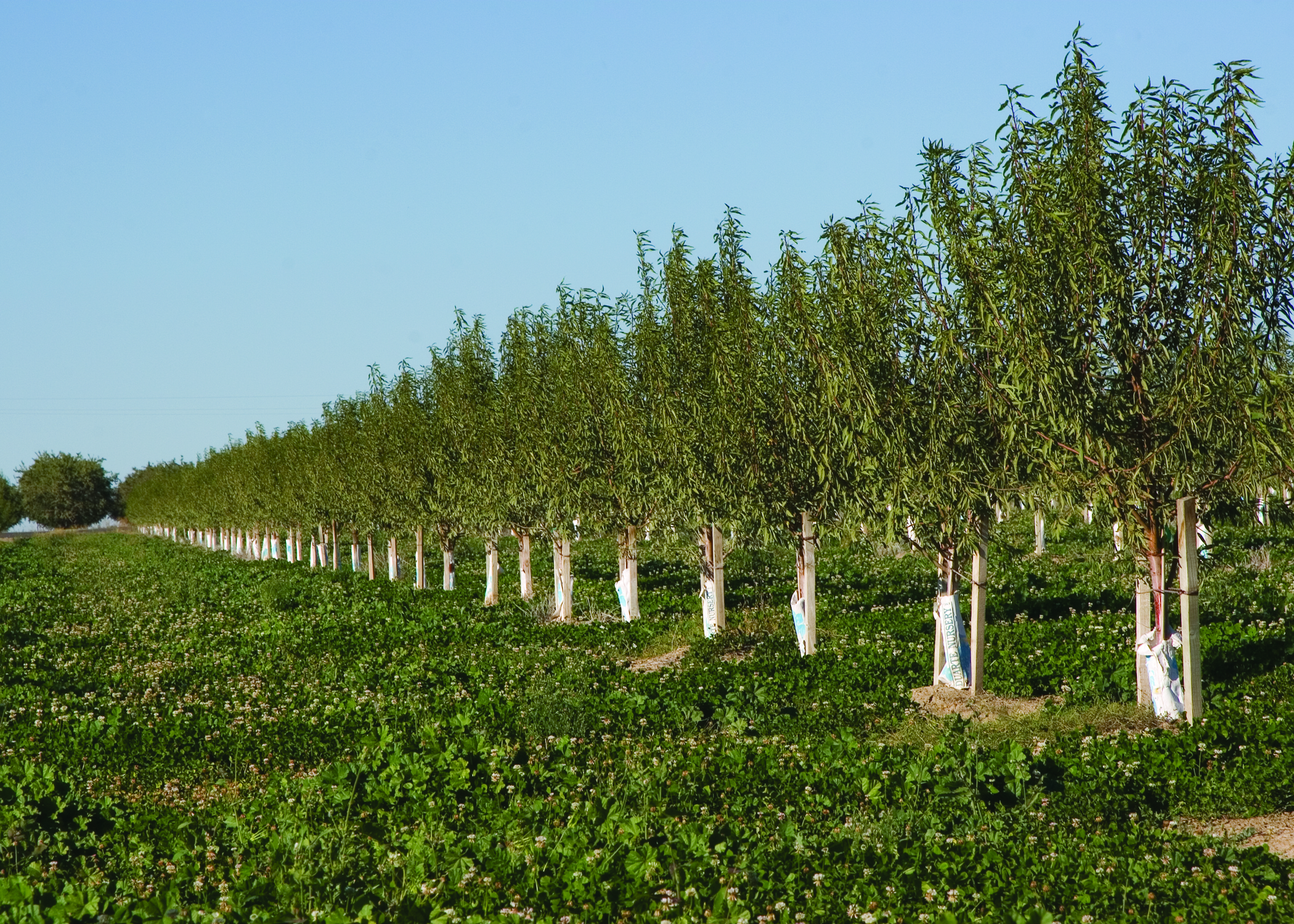
Cobertura vegetal en un cultivo de almendros en California.

El cultivo de cobertura o cobertura vegetal es un cultivo que se siembra con el objetivo de proteger el suelo y mejorar la fertilidad de este, además de evitar la evaporación del agua, controlar la maleza y  plagas, e incrementar la biodiversidad en sistemas de producción agroecológicos. De este modo los sistemas ecológicos (de los cuales son constituyentes en gran parte los seres humanos) son gestionados  para lograr producir alimentos, piensos o fibras.
Los cultivos de cobertura son de interés en la agricultura regenerativa y la permacultura  pues muchos de ellos promueven la sostenibilidad (atributos de los agroecosistemas) y también indirectamente mejoran la calidad de los ecosistemas naturales vecinos. Los agricultores eligen para manejar tipos específicos de cultivo de cobertura sobre la base de sus propias necesidades y objetivos, y también según la influencia de los factores biológicos, factores ambientales, sociales, culturales y económicos del sistema alimentario en el que actúan los mismos.

## Manejo de la fertilidad del suelo
Uno de los principales usos de los cultivos de cobertura es para aumentar la fertilidad del suelo. Estos tipos de cultivos de cobertura se conocen como "abono verde". Se utilizan para manejar una variedad de suelos macronutrientes y micronutrientes. De los diversos nutrientes, el impacto que los cultivos de cobertura tienen sobre la gestión del nitrógeno es el que ha recibido mayor atención de los investigadores y los agricultores, ya que el nitrógeno es a menudo el nutriente más limitante en la producción de cultivos.
A menudo, los cultivos de abonos verdes se cultivan durante un período determinado, y luego son  arados antes de llegar a su plena madurez con el fin de mejorar la fertilidad del suelo y la calidad.
Los abonos verdes son generalmente leguminosas, lo que significa que son parte de la familia Fabaceae (PEA). Esta familia es única e incluye en el mismo conjunto a todas las especies con vainas, como frijoles, lentejas, lupino y también a la alfalfa. Las leguminosas de cobertura son generalmente altas en contenido de en nitrógeno y a menudo pueden proporcionar la cantidad necesaria del mismo para la producción agrícola. En la agricultura convencional, este nitrógeno se aplica típicamente en forma de fertilizantes químicos. A esta forma de incorporar nitrógeno mediante los cultivos de cobertura se llama valor fertilizante de sustitución (Thiessen-Martensy otros. 2005).
Otra cualidad única de los cultivos de cobertura de leguminosas es que forman una relación simbiótica con los rizobios, bacterias que residen en los nódulos de las raíces de las leguminosas. Así por ejemplo los lupinos poseen nódulos con el microorganismo del suelo denominado Bradyrhizobium sp. (Lupinus). El Bradyrhizobium también se encuentran como microsimbiontes en otras leguminosas (Argyrolobium, Lotus, Ornithopus, Acacia, Lupinus) de origen mediterráneo. Estas bacterias convierten el gas nitrógeno atmosférico naturalmente disponible (N2) en nitrógeno mineral disponible biológicamente como (NH4 +) a través de un proceso propio de la diversidad biológica para la fijación de nitrógeno.
Antes de la llegada de la proceso Haber-Bosch (un método industrial que hace uso intensivo de energía para transformar el nitrógeno industrial y crear fertilizantes químicos con nitrógeno), la mayor parte del nitrógeno introducido en los ecosistemas surgió a través de la fijación biológica del mismo (Galloway et al. 1995). Algunos científicos creen que la fijación biológica de nitrógeno generalizada, logrado principalmente mediante el uso de cultivos de cobertura, es la única alternativa a la aportación de nitrógeno industrial, en el esfuerzo para mantener o incrementar los niveles futuros de producción de alimentos.(Craswell 1992, Giller y Cadisch 1995). La fijación de nitrógeno industrial ha sido criticado como una fuente sostenible de nitrógeno para la producción de alimentos tanto debido a su dependencia de los combustibles fósiles como a los impactos ambientales asociados con el uso de fertilizantes químicos nitrogenados en la agricultura (Jensen y Nielsen Hauggaard-2003). Tales impactos ambientales generalizados son las pérdidas de nitrógeno fertilizante en los canales, que puede conducir a eutrofización (sobrecarga de nutrientes) y la hipoxia resultante (falta de oxígeno) de los grandes cuerpos de agua.
Un ejemplo de esto se encuentra en la cuenca del valle del Misisipí, donde años de carga de fertilizantes nitrogenados en la cuenca de la producción agrícola han resultado en una hipoxia ("zona muerta") del Golfo de México, del tamaño de Nueva Jersey Como consecuencia la complejidad ecológica de la vida marina en esta zona ha ido disminuyendo (CENR 2000).
Además de aportar nitrógeno a los ecosistemas agrícolas a través de la fijación biológica del mismo, los tipos de cultivos de cobertura conocido como "cultivos de captura " se utilizan también para conservar y reciclar el nitrógeno del suelo ya existente. Los cultivos intermedios toman el nitrógeno excedente restante de la fertilización del cultivo anterior, evitando que se pierdan a través de procesos de  lixiviación, o gaseosos, desnitrificación o volatilización
Los cultivos suelen ser especies de rápido crecimiento anual tales como cereales adaptados para recoger el nitrógeno disponible de manera eficiente desde el suelo El nitrógeno inmovilizado en la biomasa de los cultivos de captura se libera de nuevo en el suelo una vez que el cultivo de captura se ha incorporado como abono verde pues de otra manera se empieza a descomponer.
Un ejemplo del uso de abono verde proviene de Nigeria, donde el cultivo de cobertura Mucuna pruriens (frijol terciopelo) se ha encontrado adecuado para  aumentar la disponibilidad de fósforo en el suelo

## Manejo de suelos
Los cultivos de cobertura también puede mejorar la calidad del suelo mediante el aumento de los niveles de  materia orgánica , a través de la aportación de la biomasa de los cultivos de cobertura a lo largo del tiempo. El aumento de  materia orgánica en el suelo mejora la estructura del suelo, así como el contenido de agua y la capacidad de los nutrientes También puede conducir en el suelo a un aumento del secuestro de carbono, que ha sido promovido como una estrategia para ayudar a compensar el incremento de los niveles atmosféricos de dióxido de carbono
Aunque los cultivos de cobertura pueden realizar múltiples funciones en un agroecosistema al mismo tiempo, a menudo se cultivan con el único propósito de evitar la erosión del suelo. La erosión del suelo es un proceso que irremediablemente puede reducir la capacidad productiva de los agroecosistemas. El cultivo de cobertura denso logra físicamente que la velocidad de la lluvia vaya más despacio antes que haga contacto con la superficie, evitando así salpicaduras y erosión del suelo (escorrentía superficial). Además, una gran cobertura mediante redes de cultivos de raíces ayudan a fijar el suelo en su sitio y aumentar su porosidad, como así también la posibilidad de generar hábitat adecuados para la macrofauna del mismo.
En estas circunstancias el suelo se las arregla para producir las condiciones óptimas y que los cultivos puedan florecer. Los principales factores de la calidad son la salinización del suelo, pH, microorganismos, el equilibrio y la prevención de la contaminación del suelo.

## Manejo del agua
Al disminuir la erosión del suelo, los cultivos de cobertura a menudo también reducen la velocidad y cantidad de agua que sale fuera del campo, que normalmente suponen riesgos ambientales para los cursos de agua y los ecosistemas río abajo (Dabneyet al.2001). Incluye que la biomasa de los cultivos actúe como una barrera física entre la precipitación y la superficie, permitiendo que las gotas de lluvia puedan llegar uniformemente a lo largo del perfil del suelo. También, como hemos dicho, los cultivos de cobertura agregan un crecimiento de las raíces que participan en la formación de poros del suelo, los que además de mejorar el hábitat de la macrofauna ofrecen vías para que el agua se filtre a través del perfil del mismo, en lugar de drenar fuera del campo como un flujo de superficie. Con la infiltración de agua aumenta el potencial de almacenamiento de ella en el suelo y también puede ser mejorada la recarga de los acuíferos.
Antes de los cultivos de cobertura los suelos eran afectados por prácticas tales como cortar, labrar, usar arado de discos, o por la aplicación de herbicidas. Cuando se incorpora el cultivo de cobertura a menudo aumenta la humedad del suelo, tanto en profundidad como sobre la superficie. En los agroecosistemas donde el agua para la producción agrícola es escasa, los cultivos de cobertura pueden ser utilizados como una cobertura para conservar el agua por la sombra y el enfriamiento de la superficie del suelo. Esto reduce la evaporación de la humedad del suelo. Sin embargo, en otras situaciones los agricultores tratan de secar el suelo lo más rápidamente posible antes de entrar en la temporada de siembra. Aquí la conservación prolongada de humedad del suelo puede ser problemático.
En efecto, mientras que los cultivos de cobertura pueden ayudar a conservar el agua, en las regiones templadas (especialmente en años con precipitaciones por debajo del promedio) puede disminuir la oferta de agua del suelo en la primavera, sobre todo si las condiciones climáticas de crecimiento son buenas. En estos casos, justo antes de la siembra de cultivos, los agricultores se enfrentan a una disyuntiva entre los beneficios de un mayor crecimiento de cultivos de cobertura y los inconvenientes de la reducción de la humedad del suelo para la producción de cultivos comerciales de esa temporada.

## Manejo de malezas

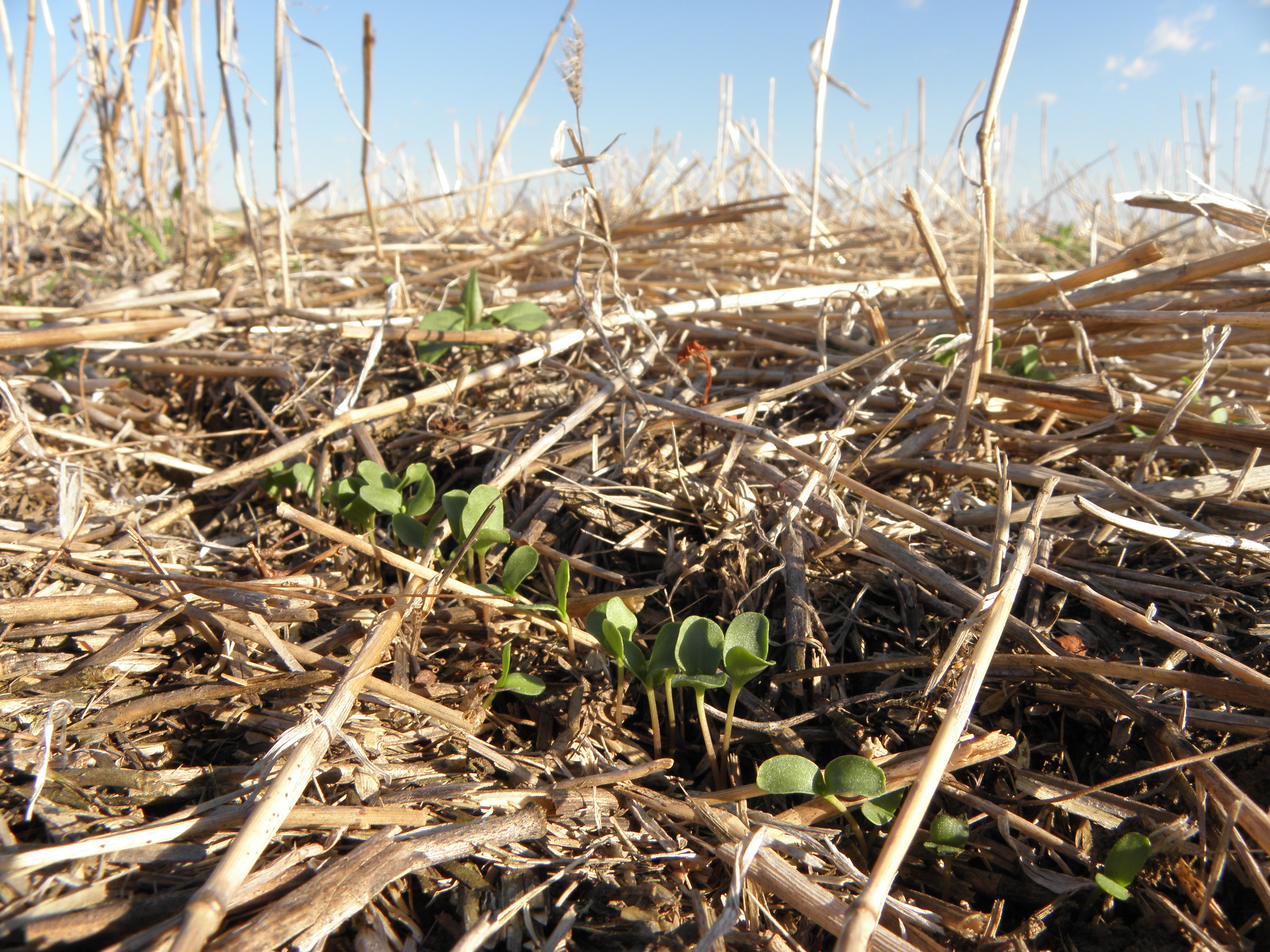
Cobertura vegetal en un cultivo de Estados Unidos.

Se encuentra que el cultivo de cobertura espeso a menudo compite bien con las malezas durante el período de crecimiento de los cultivos y así pueden evitar que germinen la mayoría de las semillas de malezas y por lo tanto no puedan completar su ciclo de vida y reproducción. Si al cultivo de cobertura se lo deja en la superficie del suelo en lugar de incorporarlo al suelo como abono verde después de que su crecimiento se termina, puede formar una alfombra casi impenetrable. Esto reduce drásticamente la transmisión de luz a las semillas de malezas, por lo que en muchos casos reduce las tasas de germinación de las semillas de malas hierbas. Además, incluso cuando las semillas de malezas germinan, a menudo se quedan sin energía almacenada para el crecimiento antes de construir la capacidad estructural necesaria para romper la capa de abono del cultivo de cobertura . A menudo se habla del cultivo de cobertura como "efecto sofocar".
Algunos cultivos de cobertura suprimen las malezas, tanto durante el crecimiento como después de la muerte de los mismos Durante el crecimiento los cultivos de cobertura compiten vigorosamente con las malezas por espacio, luz y nutrientes, y después que ellos mueren sofocan la recurrencia siguiente de las malas hierbas mediante la formación de una capa de mantillo en la superficie del suelo. Por ejemplo, encontraron que el uso de Melilotus officinalis (trébol de olor amarillo) como cultivo de cobertura en un sistema de barbecho (el período de barbecho es intencional para mejorar cualquier número de diferentes prácticas de manejo, incluyendo la siembra de cultivos de cobertura), la biomasa de las malezas sólo constituyó entre el 1-12% de la biomasa en pie total al final de la temporada del cultivo de cobertura. Además, después de la finalización de los cultivos de cobertura, los residuos del trébol de olor amarillo habían suprimido las malas hierbas a niveles de un 75-97% más bajos que en los sistemas en barbecho sin trébol de color amarillo.

### Aprovechamiento de los fenómenos alelopáticos
Además de la supresión de malezas basado en la competencia física, algunos cultivos de cobertura son conocidos por suprimir las malezas a través de la alelopatía Esto ocurre cuando ciertos compuestos bioquímicos de los cultivos de cobertura son degradados y pasan a ser tóxicos o a inhibir la germinación de las semillas de otras especies de plantas. Hay algunos ejemplos bien conocidos de cultivos de cobertura que son alelopáticos como el  Secale cereale (centeno), Vicia villosa (veza vellosa), Trifolium pratense (trébol rojo), Sorghum bicolor (sorgo, pasto Sudán), y especies de la familia Brassicaceae, en particular la mostaza En un estudio, los residuos de los cultivos de cobertura del centeno se consideró que aportaron entre el 80% al 95% del control de malezas temprano a la temporada de hoja ancha, cuando se lo utilizó como abono en la producción de cultivos comerciales diferentes, tales como soja, tabaco, maíz y girasol.
En un estudio de 2010 publicado por el Servicio de Investigación Agrícola (ARS, Agricultural Research service, Estados Unidos) se examinó cómo el centeno en lo referente a los parámetros densidad de siembra y los patrones de siembra afectó a la producción de cultivos. Los resultados muestran que la siembra de más kilos  por hectárea de centeno aumentó la producción de este cultivo de cobertura, así como la disminución de la cantidad de malas hierbas. Lo mismo ocurrió cuando los científicos probaron las tasas de siembra en las legumbres y la avena; una mayor densidad de semillas sembradas por hectárea disminuye la cantidad de malezas y aumenta tanto la producción de leguminosas como la producción de avena. Los patrones de siembra, que consistían en cualquiera de las filas tradicionales o patrones de cuadrícula, no parece tener un impacto significativo sobre la producción de los cultivos de cobertura o en la aparición de malezas en los cultivos de cobertura. Los científicos del ARS llegaron a la conclusión de que las tasas de aumento de la siembra podría ser un método eficaz de control de malezas.

## Manejo de enfermedades
De la misma manera que las propiedades alelopáticas de cultivos de cobertura puede eliminar las malas hierbas, también puede romper los ciclos de enfermedad y reducir las poblaciones de las enfermedades bacterianas y fúngicas y nematodos parásitos En especies de la familia Brassicaceae , como las mostazas, ha sido ampliamente demostrado que pueden suprimir las poblaciones de hongos a través de la liberación de sustancias químicas tóxicas de origen natural, en los procesos de degradación de compuestos glucosinolade en sus tejidos de células vegetales.

## Manejo de plagas
Algunos cultivos de cobertura se utilizan como los llamados "cultivos trampa", para atraer a las plagas lejos de la cosecha de valor y llevar a la plaga a lo que ella ve como un hábitat más favorable Las áreas de cultivos trampa se pueden establecer dentro de los cultivos, dentro de las fincas, o dentro de los paisajes. En muchos casos el cultivo trampa se cultiva en la misma temporada que el cultivo de alimentos de interés comercial. El área limitada ocupada por estos cultivos trampa puede ser tratada con un pesticida de plagas puesto que ellas son atraídas a la trampa y lo son en cantidades suficientes como para reducir las poblaciones totales de plagas. En algunos sistemas orgánicos, los agricultores consideran a la unidad de cultivos trampa como un instrumento basado en generar un "gran vacío" con el fin de arrastrar físicamente a las plagas de las plantas afuera del campo (Kuepper y Thomas 2002). Este sistema ha sido recomendado para su uso como ayuda con el objeto de controlar la lygus bugs en la producción de fresa orgánica.
Otros cultivos de cobertura se utilizan para atraer a los depredadores naturales de las plagas, proporcionando elementos de su hábitat. Esta es una forma de control biológico conocido como el aumento del hábitat y se logró con el uso de cultivos de cobertura Las conclusiones sobre la relación entre la presencia de cultivos de cobertura y depredador / dinámica de las plagas de la población, han sido mixtos y apuntan hacia la necesidad de mayor información detallada sobre tipos específicos de cultivos de cobertura y las prácticas de gestión para complementar mejor una determinada estrategia (Gestión Integrada de Plagas). Por ejemplo, el ácaro depredador Euseius tularensis (Congdon) es conocido por ayudar a controlar los trips cítricos de plagas en los huertos en California central. Los investigadores encontraron que la siembra de varios cultivos de cobertura de leguminosas (como la campana de frijol, arveja woollypod, trébol blanco de Nueva Zelanda y el guisante de invierno de Austria) aportan suficiente polen como fuente de alimentación y causan un aumento estacional de las poblaciones Congdon, que combinado con un momento apropiado podrían introducir suficiente presión depredadora para reducir las poblaciones de plagas de trips cítricos.

## Biodiversidad y vida silvestre
Aunque los cultivos de cobertura se utilizan normalmente para servir a alguno de los propósitos discutidos anteriormente, a menudo al mismo tiempo mejoran el hábitat para la fauna de granja. El uso de cultivos de cobertura agrega por lo menos una dimensión más a la diversidad vegetal que una rotación de cultivos comerciales. Dado que el cultivo de cobertura no suele ser un cultivo de valor, su gestión es por lo general menos intenso, proporcionando una ventana de "suave" de influencia humana en la granja. Es considerada relativamente como una gestión de "manos libres"; junto con el aumento en la granja de la heterogeneidad creada por el establecimiento de cultivos de cobertura, aumenta la probabilidad de que se desarrollará un proceso más complejo  trófica estructura para apoyar a un incremento del nivel de diversidad de la vida silvestre
En un estudio, los investigadores compararon los artrópodos y la composición de especies de aves canoras existentes en el campo entre uno convencional y otro con cultivo de cobertura en los sembradíos de algodón en el sur de Estados Unidos. Los cultivos de cobertura de los campos de algodón se hicieron utilizando trébol, que se dejó crecer en medio de hileras de algodón a lo largo de la temporada del algodón, a principios del cultivo (cultivo stripcover). Durante la temporada de migración y de reproducción, encontraron que las densidades de aves canoras fueron 7.20 veces mayor en los campos de algodón con cobertura integrada por los cultivos de trébol que en los campos de algodón convencional. La abundancia de artrópodos y la biomasa también fue mayores en los campos con trébol de cobertura durante gran parte de la temporada de cría pájaros cantores, lo que se atribuyó a una mayor oferta de néctar de las flores del trébol. La cubierta de trébol mejoró el hábitat de las aves canoras al ofrecer abrigo y sitios de anidación y la fuente de alimentos aumentó por incremento de las poblaciones de artrópodos.